# إرنست هيكس
إرنست هيكس (بالإنجليزية: Ernest Hicks)‏ هو لاعب كرة مضرب أسترالي، ولد في 14 يناير 1877 في Balmain, New South Wales ‏ في أستراليا، وتوفي في 3 سبتمبر 1956 في Bowral ‏ في أستراليا.